# Wieczór trzeciego króla
Wieczór trzeciego króla – polski film z 2003 roku

## Opis fabuły
W wigilijne popołudnie Hania czeka na powrót taty z pracy. Gdy Hania wraca z zakupów, znajduje tajemniczy woreczek, następnie chowa go w podwórkowym schowku. Po chwili spotyka czarnoskórego mężczyznę w królewskim stroju. Rozpoznaje w nim króla Baltazara, który zgubił niesiony przez siebie dar. Hania postanawia przechować króla Baltazara w swoim pokoju.

## Obsada aktorska
- Karolina Piwosz – Hania
- Maria Rybarczyk – Mama Hani
- Witold Dębicki – Tata Hani
- Sidi Ouseini – Król Baltazar
- Zbigniew Rudziński – Król Kasper
- Wojciech Nowak – Król Melchior
- Tadeusz Drzewiecki – Sprzedawca choinek
- Sława Kwaśniewska – Sklepowa
- Tadeusz Wieczorek – Święty Mikołaj
- Grzegorz Ociepka – Samochodziarz
- Jerzy Moszkowicz – Sąsiad